# L'Angélus de la victoire

L'Angélus de la victoire est un film muet français réalisé par Léonce Perret et sorti en 1916.

## Fiche technique
- Réalisation : Léonce Perret
- Chef-opérateur : Georges Specht
- Société de production : Société des Etablissements L. Gaumont
- Genre : Film de guerre
- Format : Noir et blanc - Muet
- Date de sortie : 
  - France : 21 avril 1916

## Distribution
- Émile André : le marquis de Rambrun
- Armand Dutertre : l'organiste Raphaël Brizel
- Laurenson : Roger de Rambrun
- Émile Matrat : François
- Fabienne Fabrèges : Jacqueline Brizel